# Fuel (пісня)
«Fuel» (укр. «Пальне») — перша пісня, третій сингл з сьомого студійного альбому ReLoad гурту Metallica, що вийшов в 1997 році. Тема пісні може відноситися до того факту, що люди хотіли б керувати їх життями (як і їх автомобілями) занадто швидко. Це одна з улюблених пісень Джеймса Гетфільда на альбомі.
Пісня була написана Джеймсом Гетфілдом, Ларсом Ульріхом, Кірком Хемметом і була випущена як третій сингл з сьомого студійного альбому ReLoad. Metallica часто грала пісню під час концертів протягом багатьох років, пісня була виконана з симфонічним оркестром Сан-Франциско (диригент Майкл Камен) на концерті «S&M». Іноді перед початком виконання пісні на концертах, Джеймс і Кірк за допомогою гітар створюють звук подібний до звуку автомобіля, який розганяється. «Fuel» була номінована на премію Ґреммі «Найкраще хард-рок виконання» в 1999 році, але поступилася пісні «Most High» Джиммі Пейджа і Роберт Планта.

## Використання пісні
- Інструментальна частина пісні використовувалася як фонова музика під час трансляції гонок NASCAR з 2001 до 2003.
- У 2001 році під час гонок MBNA Cal Ripken, Jr. 400 слова «Give me fuel, Give me fire, Give me that which I desire!» були видалені з пісні у зв'язку з Терористичним актом 11 вересня 2001 року.
- У 2004 пісня звучала під час щорічної гонки Daytona 500.
- Пісня звучала в телесеріалі Доктор Хаус, в серії «Відомі невідомості».[1]
- «Fuel»  використовувалася як музична тема для Hot Wheels Turbo Racing.
- Звучить у відеогрі Test Drive Off Road.
- Хокейна команда «Philadelphia Flyers» з Національної Хокейної Ліги США (NHL) використовувала пісню під час свого виходу на лід в домашніх матчах.

## Кавер-версії
Авріл Лавін виконала пісню наживо під час виступу на MTV Icon: Metallica в 2003 році.

## Список композицій
Сингл у Великій Британії (частина 1)
1. «Fuel»
2. «Sad But True» (концертний запис)
3. «Nothing Else Matters» (концертний запис)

Сингл у Великій Британії (частина 2)
1. «Fuel»
2. «Wherever I May Roam» (концертний запис)
3. «One» (концертний запис)

Сингл у Великій Британії (частина 3)
1. «Fuel»
2. «Until It Sleeps» (концертний запис)
3. «Fuel» (концертний запис)
4. «Fuel» (демо)

Сингл в Японії
1. «Fuel»
2. «Fuel» (концертний запис)
3. «Sad But True» (концертний запис)
4. «Until It Sleeps» (концертний запис)
5. «One» (концертний запис)
6. «Fuel» (демо)

Всі концертні треки записано 20 квітня 1998 року в розважальному центрі Брисбена, Брисбен, Австралія

## Позиції в чартах
| Чарт                                | Найвища позиція |
| ----------------------------------- | --------------- |
| Polish Singles Chart                | 16              |
| UK Singles Chart                    | 31              |
| US Billboard Mainstream Rock Tracks | 6               |

## Учасники запису
- Джеймс Гетфілд — ритм-гітара, вокал
- Кірк Хаммет — соло-гітара
- Джейсон Ньюстед — бас-гітара, бек-вокал
- Ларс Ульріх — ударні